# Upton (Dorset)
Upton is een dorp in het bestuurlijke gebied Dorset, in het Engelse graafschap Dorset. Upton maakt deel uit van de civil parish Lytchett Minster and Upton.